# Pechipogo
Pechipogo — рід еребід з підродини совок-п'ядунів.

## Опис
Крила темні коричнево-сірі. Передня лапка самців з трьох члеників.

## Систематика
У складі роду:
- Pechipogo anomalalis Klemensiewicz, 1912
- Pechipogo approximata Lempke, 1949
- Pechipogo barbalis Clerck, 1759
- Pechipogo cinerea Lempke, 1949
- Pechipogo demaculata Lempke, 1949
- Pechipogo obsoleta Lempke, 1949
- Pechipogo palpalis Fabricius, 1775
- Pechipogo pectitalis Hübner, 1796
- Pechipogo signata Lempke, 1949
- Pechipogo strigilata Linnaeus, 1758